# Serviërs in Roemenië
Met Serviërs in Roemenië (Roemeens: Sârbii din România; Servisch: Срби у Румунији) worden in Roemenië wonende etnische Serviërs - of Roemenen van Servische afkomst - aangeduid. Volgens de Roemeense volkstelling van 2011 leefden er 18.076 etnische Serviërs in Roemenië, waarmee zij ongeveer 0,1% van de bevolking vormen. In 2002 werden er nog 22.561 etnische Serviërs geregistreerd.
De Serviërs leven voornamelijk in de Banaat - Banatska Klisura in het Servisch. In  District Caraș-Severin vormen ze 1,8% van de bevolking, maar in de gemeenten Pojejena en Socol vormen ze een meerderheid van de bevolking. Ook in de gemeente Svinița in District Mehedinți en Săcălaz in District Timiș vormen de Serviërs een meerderheid.

## Geschiedenis

### Vroegmoderne tijd
In Walachije en Moldavië leefden er van de 14e tot het begin van de 16e eeuw een groot aantal Serviërs. Na de Ottomaanse expansie in de 15e eeuw vertrokken veel Serviërs naar Pannonië. Vanaf de 15e eeuw werden er Servisch-Orthodoxe kloosters gebouwd in sommige gebieden, waaronder in Kusić en in Senđurađ, en later ook in Bezdin en Hodoš. In de Ottomaanse periode werden op het grondgebied van Roemenië zo'n dertig Servisch-Orthodoxe kloosters gebouwd.
De druk van de Ottomanen zorgde ervoor dat de meeste Zuid-Slavische gemeenschappen om hun toevlucht te zoeken in Walachije - hoewel Walachije ook onder Ottomaanse heerschappij was, heerste er meer vrijheden ten opzichte van de regio's ten zuiden van de Donau.
De Servische Opstand in Banat (1594) heeft de gebieden die deel uitmaken van het moderne Roemenië beïnvloed. Na het neerslaan van de opstand in Banat, vertrokken veel Serviërs naar Transsylvanië onder leiding van bisschop Teodor. De Serviërs richtten hier hun eigen eparchies, scholen, kerken en drukkerijen op. In de zeventiende eeuw nam het aantal Serviërs in Transsylvanië toe als gevolg van emigratie van Serviërs elders op de Balkan.

## Bekende personen
- Miodrag Belodedici (Servisch: Belodedić) (1964), Roemeens voetballer uit Socol (Sokol)
- Iasmin Latovlevici (1986) - Roemeens voetballer